# Tegan and Saras diskografi
Diskografin för den kanadensiska popgruppen Tegan and Sara består av åtta studioalbum, ett livealbum, ett digitalt samlingsalbum, fem EP-skivor, 13 singlar, ett videoalbum och 26 musikvideor. Efter deras självutgivna debutalbum Under Feet Like Ours 1999 skrev Tegan and Sara kontrakt med Neil Youngs Vapor Records och gav ut uppföljaren This Business of Art året därpå. 2002 års If It Was You visade på ökad skivförsäljning och So Jealous (2004) sålde guld i Kanada. Gruppens första listframgångar kom i samband med deras femte album, The Con (2007), som nådde fjärde plats i Kanada och plats 34 på Billboard 200 i USA.
2009 släppte bandet sitt sjätte album, Sainthood, där singeln "Hell" blev deras första låt på den kanadensiska singellistan. Heartthrob från 2013 såldes i 49 000 exemplar under dess första vecka och är Tegan and Saras mest framgångsrika album sett till listplaceringar. Albumets båda singlar, "Closer" och "I Was a Fool", har uppnått kanadensisk platinacertifiering. Gruppens åttonde album, Love You to Death, släpptes den 3 juni 2016.
Tegan och Sara har sålt över en miljon album världen runt och har fyra guldcertifierade album enligt Music Canada.

## Album

### Studioalbum
| År                                                     | Albuminformation                                                                                               | Högsta listplacering | Högsta listplacering | Högsta listplacering | Högsta listplacering | Högsta listplacering | Högsta listplacering | Högsta listplacering | Högsta listplacering | Högsta listplacering | Högsta listplacering | Sålda ex.           | Certifikat |
| År                                                     | Albuminformation                                                                                               | KAN                  | AUS                  | ÖST                  | BEL (FL)             | FIN                  | IRL                  | NZ                   | UK                   | US                   | US Alt               | Sålda ex.           | Certifikat |
| ------------------------------------------------------ | --- | -------------------- | -------------------- | -------------------- | -------------------- | -------------------- | -------------------- | -------------------- | -------------------- | -------------------- | -------------------- | ------------------- | ---------- |
| 1999                                                   | Under Feet Like Ours - Släppt: 1999 - Skivbolag: Självutgivet - Format: CD, kassettband                        | —                    | —                    | —                    | —                    | —                    | —                    | —                    | —                    | —                    | —                    |                     |            |
| 2000                                                   | This Business of Art - Släppt: 18 juli 2000 - Skivbolag: Vapor - Format: CD, kassettband, LP                   | —                    | —                    | —                    | —                    | —                    | —                    | —                    | —                    | —                    | —                    |                     |            |
| 2002                                                   | If It Was You - Släppt: 20 augusti 2002 - Skivbolag: Vapor, Sanctuary - Format: CD, LP                         | —                    | —                    | —                    | —                    | —                    | —                    | —                    | —                    | —                    | —                    | - USA: 18 000+      |            |
| 2004                                                   | So Jealous - Släppt: 1 september 2004 - Skivbolag: Vapor, Sanctuary - Format: CD, LP, digital nedladdning      | —                    | —                    | —                    | —                    | —                    | —                    | —                    | —                    | —                    | —                    | - Globalt: 300 000+ | - MC: Guld |
| 2007                                                   | The Con - Släppt: 24 juli 2007 - Skivbolag: Vapor, Sire - Format: CD, LP, digital nedladdning                  | 4                    | 32                   | —                    | 47                   | —                    | —                    | —                    | —                    | 34                   | 11                   | - USA: 216 000+     | - MC: Guld |
| 2009                                                   | Sainthood - Släppt: 27 oktober 2009 - Skivbolag: Vapor, Sire - Format: CD, LP, digital nedladdning             | 4                    | 21                   | —                    | 92                   | —                    | —                    | —                    | —                    | 21                   | 7                    | - USA: 115 000+     | - MC: Guld |
| 2013                                                   | Heartthrob - Släppt: 29 januari 2013 - Skivbolag: Vapor, Warner Bros. - Format: CD, LP, digital nedladdning    | 2                    | 14                   | 57                   | 97                   | 30                   | 24                   | 27                   | 38                   | 3                    | 1                    | - USA: 165 000+     | - MC: Guld |
| 2016                                                   | Love You to Death - Släppt: 3 juni 2016 - Skivbolag: Vapor, Warner Bros. - Format: CD, LP, digital nedladdning | 3                    | 13                   | —                    | 61                   | —                    | 29                   | —                    | 30                   | 16                   | —                    |                     |            |
| 2019                                                   | Hey, I'm Just Like You - Släppt: 27 september 2019 - Skivbolag: Sire                                           |                      |                      |                      |                      |                      |                      |                      |                      |                      |                      |                     |            |
| "—" betecknar en utgivning som inte gick in på listan. | |                      |                      |                      |                      |                      |                      |                      |                      |                      |                      |                     |            |

### Livealbum
| År   | Albuminformation                                                                       | Högsta listplacering | Högsta listplacering | Högsta listplacering |
| År   | Albuminformation                                                                       | US                   | US Alt               | US Rock              |
| ---- | -------------------------------------------------------------------------------------- | -------------------- | -------------------- | -------------------- |
| 2011 | Get Along - Släppt: 15 november 2011 - Skivbolag: Vapor, Warner Bros. - Format: CD+DVD | 116                  | 14                   | 20                   |

### Samlingsalbum
| År   | Albuminformation |
| ---- | --- |
| 2010 | The Complete Recollection: 1999-2010 - Släppt: 21 september 2010 - Skivbolag: Vapor, Sire - Format: Digital nedladdning |

### Demoalbum
| År   | Albuminformation                                                    |
| ---- | ------------------------------------------------------------------- |
| 1998 | Yellow Demo - Format: Kassettband                                   |
| 1998 | Orange Demo - Format: Kassettband                                   |
| 1998 | Red Demo - Format: Kassettband                                      |
| 2008 | The Con Demos - Släppt: Exklusivt under 2008 års turné - Format: CD |

## EP-skivor
| År   | Albuminformation | Kommentarer |
| ---- | --- | --- |
| 2005 | 5 Songs Live from the Phoenix - Släppt: 14 juni 2005 - Skivbolag: Vapor, Sanctuary - Format: CD, digital nedladdning | Innehåller fem utvalda låtar från Tegan and Saras konsert vid Phoenix Concert Theatre i Toronto den 16 februari 2005. Konserten släpptes även i utökad version på videoalbumet It's Not Fun. Don't Do It! den 8 augusti 2006. |
| 2007 | I'll Take the Blame EP - Släppt: 13 november 2007 - Skivbolag: Vapor, Sire - Format: CD, digital nedladdning         | 4-spårig EP med singeln "Back in Your Head" i studio- och remixversion, "One Second" och "I Take All the Blame". |
| 2008 | Live Session (iTunes Exclusive) - Släppt: 28 april 2008 - Skivbolag: Vapor, Sire - Format: Digital nedladdning       | EP med fem livespår, utgiven exklusivt genom iTunes Store. |
| 2010 | Saints: Live - Släppt: 17 april 2010 - Skivbolag: Vapor, Sire - Format: 7" Vinyl                                     | 7"-vinylskiva utgiven exklusivt vid Record Store Day i 2500 exemplar. Innehåller fyra livespår inspelade vid AOL Studios den 27 oktober 2009.                                                                                 |
| 2015 | Live at Zia Records - Släppt: 18 april 2015 - Skivbolag: Vapor, Warner Bros. - Format: 12" Vinyl                     | 12"-vinylskiva utgiven exklusivt vid Record Store Day i 5000 exemplar. Innehåller fyra livespår inspelade vid Zia Record Exchange, Phoenix den 10 september 2013.                                                             |

## Singlar

### Som huvudartist
| År | Titel                                           | Högsta listplacering | Högsta listplacering | Högsta listplacering | Högsta listplacering | Högsta listplacering | Högsta listplacering | Högsta listplacering | Högsta listplacering | Högsta listplacering | Certifikat    | Album                                              |
| År | Titel                                           | KAN                  | KAN Alt              | KAN Rock             | BEL (FL)             | UK                   | USA Dance            | USA Alt.             | USA Rock             | USA                  | Certifikat    | Album                                              |
| --- | ----------------------------------------------- | -------------------- | -------------------- | -------------------- | -------------------- | -------------------- | -------------------- | -------------------- | -------------------- | -------------------- | ------------- | -------------------------------------------------- |
| 2002 | "I Hear Noises"                                 | —                    | ×                    | ×                    | —                    | —                    | —                    | —                    | —                    | –                    |               | If It Was You                                      |
| 2002 | "Monday Monday Monday"                          | —                    | ×                    | ×                    | —                    | —                    | —                    | —                    | —                    | —                    |               | If It Was You                                      |
| 2003 | "Time Running"                                  | —                    | ×                    | ×                    | —                    | —                    | —                    | —                    | —                    | —                    |               | If It Was You                                      |
| 2004 | "Walking with a Ghost"                          | —                    | ×                    | ×                    | —                    | —                    | —                    | —                    | —                    | —                    |               | So Jealous                                         |
| 2004 | "Speak Slow"                                    | —                    | ×                    | ×                    | —                    | —                    | —                    | —                    | —                    | —                    |               | So Jealous                                         |
| 2007 | "Back in Your Head"                             | —                    | ×                    | ×                    | 32                   | —                    | —                    | —                    | —                    | —                    |               | The Con                                            |
| 2007 | "The Con"                                       | —                    | ×                    | ×                    | —                    | —                    | —                    | —                    | —                    | —                    |               | The Con                                            |
| 2009 | "Hell"                                          | 56                   | 2                    | 35                   | —                    | —                    | —                    | —                    | —                    | —                    |               | Sainthood                                          |
| 2010 | "Alligator"                                     | —                    | 29                   | —                    | —                    | —                    | 32                   | —                    | —                    | —                    |               | Sainthood                                          |
| 2012 | "Closer"                                        | 13                   | 9                    | —                    | —                    | —                    | 1                    | 30                   | 16                   | 90                   | - MC: Platina | Heartthrob                                         |
| 2013 | "I Was a Fool"                                  | 19                   | —                    | —                    | —                    | —                    | —                    | —                    | —                    | —                    | - MC: Platina | Heartthrob                                         |
| 2014 | "Everything Is Awesome" (med The Lonely Island) | 35                   | —                    | —                    | —                    | 17                   | —                    | —                    | —                    | 57                   | - RIAA: Guld  | The Lego Movie: Original Motion Picture Soundtrack |
| 2016 | "Boyfriend"                                     | 64                   | —                    | —                    | —                    | —                    | —                    | —                    | —                    | —                    |               | Love You to Death                                  |
| 2016 | "Stop Desire"                                   | —                    | —                    | —                    | —                    | —                    | —                    | —                    | —                    | —                    |               | Love You to Death                                  |
| "—" betecknar en utgivning som inte gick in på listan. "×" betecknar perioder där listan inte existerade eller inte arkiverades. |                                                 |                      |                      |                      |                      |                      |                      |                      |                      |                      |               |                                                    |

#### Promosinglar
| År                                                     | Titel               | Högsta listplacering | Högsta listplacering | Album      |
| År                                                     | Titel               | KAN                  | FRA                  | Album      |
| ------------------------------------------------------ | ------------------- | -------------------- | -------------------- | ---------- |
| 2012                                                   | "I'm Not Your Hero" | 58                   | 157                  | Heartthrob |
| 2013                                                   | "Goodbye, Goodbye"  | 30                   | —                    | Heartthrob |
| "—" betecknar en utgivning som inte gick in på listan. |                     |                      |                      |            |

### Som gästartist
| År                                                     | Titel                                                                         | KAN | Certifikat | Album                    |
| ------------------------------------------------------ | ----------------------------------------------------------------------------- | --- | ---------- | ------------------------ |
| 2009                                                   | "Feel It in My Bones" (Tiësto featuring Tegan and Sara)                       | 29  |            | Kaleidoscope             |
| 2012                                                   | "Body Work" (Morgan Page featuring Tegan and Sara)                            | 32  | - MC: Guld | In the Air               |
| 2012                                                   | "Every Chance We Get We Run" (David Guetta & Alesso featuring Tegan and Sara) | —   |            | Nothing but the Beat 2.0 |
| "—" betecknar en utgivning som inte gick in på listan. |                                                                               |     |            |                          |

### Andra listnoterade låtar
| År   | Titel          | KAN Alt | Album     |
| ---- | -------------- | ------- | --------- |
| 2010 | "On Directing" | 27      | Sainthood |
| 2010 | "Northshore"   | 8       | Sainthood |

## Andra utgivna låtar
| År   | Titel                                              | Album                                                              |
| ---- | -------------------------------------------------- | ------------------------------------------------------------------ |
| 2013 | "Shudder to Think"                                 | Dallas Buyers Club (Music from and Inspired by the Motion Picture) |
| 2014 | "Don't Find Another Love" (skriven av Julie Frost) | Endless Love (Original Motion Picture Soundtrack)                  |

## Videografi

### Videoalbum
| År   | Albuminformation                                                                                | Certifikat |
| ---- | ----------------------------------------------------------------------------------------------- | ---------- |
| 2006 | It's Not Fun. Don't Do It! - Släppt: 8 augusti 2006 - Skivbolag: Vapor, Sanctuary - Format: DVD | - MC: Guld |

### Musikvideor
| År   | Titel                  | Regissör                                    | Ref.   |
| ---- | ---------------------- | ------------------------------------------- | ------ |
| 2000 | "The First"            | Sean Michael Turrell                        | [ 41 ] |
| 2002 | "I Hear Noises"        | Sean Michael Turrell                        | [ 42 ] |
| 2003 | "Monday Monday Monday" | Christopher Mills                           | [ 42 ] |
| 2003 | "Living Room"          | Kaare Andrews                               | [ 42 ] |
| 2004 | "Walking with a Ghost" | Troy Nixey                                  | [ 42 ] |
| 2005 | "Speak Slow"           | Tegan Quin, Brian Dutkewich, Angela Kendall | [ 42 ] |
| 2007 | "Back in Your Head"    | Jamie Travis                                | [ 43 ] |
| 2007 | "The Con"              | Suzie Vlcek                                 | [ 43 ] |
| 2008 | "Call It Off"          | Angela Kendall                              | [ 43 ] |
| 2009 | "Hell"                 | Jamie Travis                                | [ 43 ] |
| 2010 | "Alligator"            | Marc De Pape                                | [ 44 ] |
| 2010 | "On Directing"         | Angela Kendall                              | [ 43 ] |
| 2010 | "Northshore"           | Angela Kendall                              | [ 43 ] |
| 2012 | "Closer"               | Isaac Rentz                                 | [ 43 ] |
| 2013 | "I Was a Fool"         | Shane Drake                                 | [ 43 ] |
| 2013 | "Goodbye, Goodbye"     | Natalie Rae Robison                         | [ 43 ] |
| 2016 | "Boyfriend"            | Clea DuVall                                 | [ 45 ] |
| 2016 | "U-turn"               | Seth Bogart                                 | [ 46 ] |
| 2016 | "100x"                 | Jess Rona                                   | [ 47 ] |
| 2016 | "BWU"                  | Clea DuVall                                 | [ 48 ] |
| 2016 | "Faint of Heart"       | Devon Kirkpatrick                           | [ 49 ] |
| 2016 | "Hang on to the Night" | Lisa Hanawalt                               | [ 50 ] |
| 2016 | "White Knuckles"       | Minister Akins                              | [ 51 ] |
| 2016 | "Stop Desire"          | Allister Ann                                | [ 52 ] |
| 2016 | "Dying to Know"        | Nathan Boey                                 | [ 53 ] |
| 2016 | "That Girl"            | Allister Ann                                | [ 54 ] |